# Tangoutologie
La tangoutologie (en chinois : 西夏学 ; pinyin : xīxiàxué) est l'étude des peuples tangoutes en général et de la dynastie des Xia occidentaux.